# Oreoneta punctata
Oreoneta punctata là một loài nhện trong họ Linyphiidae.
Loài này thuộc chi Oreoneta. Oreoneta punctata được Albert Tullgren miêu tả năm 1955.